# Destination Calabria
Destination Calabria è un singolo del disc jockey italiano Alex Gaudino, con la parte vocale eseguita dalla cantante statunitense Crystal Waters.

## Descrizione
La canzone è un mash up che unisce la parte strumentale del brano Calabria di Rune RK e i vocalizzi di Crystal Waters da Destination Unknown, brano sempre prodotto da Gaudino, entrambi del 2003. Il brano è stato pubblicato come vinile il 4 dicembre 2006, e come CD il 19 marzo 2007 dalla Ministry of Sound.

## Video musicale
Ballerine : Natasha Payne, Jessica Fox, Hannah-Nolie James, Franky Wedge, Emma Wharton, Jessica Grist, Stephanie Fitzpatrick.

## Tracce
12" Maxi (Rise 345)
1. Destination Calabria (Extended Mix) – 6:56
2. Destination Calabria (Nari & Milani Club Mix) – 6:53
3. Destination Calabria (Gaudino & Rooney Remix) – 8:06

12" Maxi (Rise 364)
1. Destination Calabria (UK Extended Mix) – 6:52
2. Destination Calabria (Paul Emanuel Remix) – 7:40
3. Destination Calabria (King Unique Remix) – 6:47
4. Destination Calabria (Laidback Luke Remix) – 7:16

CD-Single (Scorpio 510 151-5)
1. Destination Calabria (Original Radio Edit) – 3:40
2. Destination Calabria (UK Radio Edit) – 3:00

Enhanced - CD-Maxi (Data 135 954-2)
1. Destination Calabria (Radio Edit) – 3:02
2. Destination Calabria (Club Mix) – 6:54
3. Destination Calabria (Paul Emanuel Remix) – 7:39
4. Destination Calabria (Laidback Luke Remix) – 7:16
5. Destination Calabria (Drunkenmunky 2007 Remake) – 6:41
6. Destination Calabria (Video) – 3:02 – Contenuto extra

12" Maxi (Data 153T)
1. Destination Calabria (Club Mix) – 6:31
2. Destination Calabria (Laidback Luke Remix) – 7:18
3. Destination Calabria (Paul Emanuel Remix) – 7:42
4. Destination Calabria (King Unique Remix) – 6:49

CD-Maxi (Ministry Of Sound 0181733MIN / EAN 4029758817339)
1. Destination Calabria (Radio Edit) – 3:02
2. Destination Calabria (Club Mix) – 6:56
3. Destination Calabria (Paul Emanuel Remix) – 7:42
4. Destination Calabria (Laidback Luke Remix) – 7:17
5. Destination Calabria (King unique Remix) – 6:37
6. Destination Calabria (Video) – 3:02 – Contenuto extra

12" Maxi (Data 153P1)
1. Destination Calabria (Club Mix) – 6:52
2. Destination Calabria (Paul Emanuel Remix) – 7:40
3. Destination Calabria (Laidback Luke Remix) – 7:16
4. Destination Calabria (King Unique Remix) – 6:47

## Classifiche

### Classifiche settimanali
| Classifica (2007) | Posizione massima |
| ----------------- | ----------------- |
| Australia         | 3                 |
| Austria           | 55                |
| Belgio (Fiandre)  | 2                 |
| Belgio (Vallonia) | 2                 |
| Finlandia         | 8                 |
| Francia           | 6                 |
| Germania          | 30                |
| Irlanda           | 2                 |
| Nuova Zelanda     | 35                |
| Paesi Bassi       | 14                |
| Regno Unito       | 4                 |
| Spagna            | 6                 |
| Svezia            | 10                |
| Svizzera          | 50                |

### Classifiche di fine anno
| Classifica (2007) | Posizione |
| ----------------- | --------- |
| Australia         | 17        |
| Belgio (Fiandre)  | 12        |
| Belgio (Vallonia) | 8         |
| Francia           | 35        |
| Paesi Bassi       | 57        |
| Regno Unito       | 39        |
| Svezia            | 84        |